# Мушкетов, Иван Васильевич
Ива́н Васи́льевич Мушке́тов (10 [22] января 1850, Алексеевская, область Войска Донского — 10 [23] января 1902, Санкт-Петербург) — русский учёный-геолог, профессор Горного института им. Екатерины II, член Императорского Русского географического общества. Исследователь Средней Азии, проводил геологические изыскания на Урале, на Кавказе, а также исследования вдоль Кругобайкальской железной дороги (транссибирская магистраль) в Восточной Сибири. Разработал первую научно обоснованную схему геологического строения Средней Азии.

## Биография
Родился 10 (22) января 1850 года в станице Алексеевской, бывшей в то время центром Хопёрского округа Войска Донского, отец — урядник станицы Михайловской Василий Евграфович Мушкетов. В четыре года лишился матери, до восьми лет воспитывался в основном в семье деда.
Два года (1858—1860) учился в приходском училище в станице Урюпинской, а в 1860 году поступил в Новочеркасскую гимназию, которую окончил в 1867 году. Во время учёбы важную роль сыграл гимназический учитель естествознания С. Ф. Номикосов, прививший Ивану любовь к природе и геологии. Как стипендиат Войска Донского поступил в Горный институт в Санкт-Петербурге. В июне 1872 года окончил Горный институт седьмым по списку и получил диплом (№ 702) горного инженера. Со студенческих лет стал заниматься научными исследованиями в области геологии и географии. В 1872 году обследовал Южный Урал, где открыл три новых минерала[уточнить].
В начале (с августа 1874 года) и во второй половине (1877 год) 1870-х годов совершил несколько путешествий по Средней Азии, исследовал Тянь-Шань и Памиро-Алай. В начале мая 1875 года приступил к изучению хребтов северного Тянь-Шаня и Кульджинского района. Мушкетов детально описал расположения найденных крупных месторождений полезных ископаемых: каменного угля (Кульджинское месторождение), марганцевых, серебряных, медно-свинцовых руд. В 1876 году изучал золотоносные жилы Кочкарской системы на Урале. Во время подготовки строительства Средне-Азиатской железной дороги проводил географические изыскания местности.
Осенью 1873 года в Ташкенте получил должность младшего чиновника особых поручений по горной части при туркестанском генерал-губернаторе.
1 декабря 1877 года защитил диссертацию на заседании Учёного совета петербургского Горного института и получил учёную степень адъюнкт-профессора по кафедре геологии, геогнозии и рудных месторождений. В этом же году был избран профессором по этой кафедре.
В 1880 году И. В. Мушкетову присуждена высшая награда Императорского Русского географического общества — золотая Константиновская медаль за его исследования, которые охватили практически всю нагорную часть Туркестанского края, начиная с Джунгарского Алатау и Кульджи до северного Памира, Гиссара и северной границы Афганистана, большую часть Бухарского ханства и песков Каракумы и Кызыл-Кумы. И. В. Мушкетов не только первым произвёл фундаментальное научное описание Туркестанского края, но и составил его первую геологическую карту совместно с Г. Д. Романовским. Дважды был награждён Макариевской премией за работы: «Геологическое описание Туркестана» и «Физическая геология».
Был научным руководителем многих студентов Горного института, в том числе В. А. Обручева и К. И. Богдановича. Много лет избирался Атаманом Донского куреня в Петербурге.
И. В. Мушкетовым была организована в России служба постоянных сейсмических наблюдений, которую он первоначально и возглавил. С 1882 года — старший геолог Геологического комитета при правительстве России. В качестве обобщения всех своих научных исследований написал фундаментальный труд — «Физическуюя геологии», ставший новым словом не только в отечественной, но и в мировой науке того времени.
Преподавал физическую географию в Историко-филологическом институте (1883—1892), в Санкт-Петербургском институте инженеров путей сообщения (1884—1902), на Высших женских курсах и на Курсах физического образования П. Ф. Лесгафта.
Скончался от воспаления лёгких 10 (23) января 1902 года в Санкт-Петербурге. Похоронен на Смоленском православном кладбище. Надгробие на могиле И. В. Мушкетова входит в Перечень объектов исторического и культурного наследия федерального (общероссийского) значения, находящихся в г. Санкт-Петербурге

## Семья
Жена — Екатерина Павловна Мушкетова (в девичестве Иосса) (1854—1925), дочь Павла Андреевича Иосса (1827—1881), горного инженера, руководителя горных округов и заводов на Урале, брата Григория и Александра Иосса. Сыновья:
- Дмитрий (1882—1938) — геолог, профессор, ректор Горного института, директор институтов и музея, председатель Геологического комитета. Был арестован в 1937 году и расстрелян в Ленинграде[14], в 1956 году реабилитирован.
- Михаил (1887 — после 1923?) — сотник Донской армии, инженер-механик; с мая 1920 года — в Югославии; в 1921—1923 годах — член Союза русских инженеров[15].

## Память
В честь И. В. Мушкетова названы:
- Ледник Мушкетова — Центральный Тянь-Шань.
- Ледник Мушкетова — Памир.
- Пролив Мушкетова — Диксонский район, Таймырский (Долгано-Ненецкий) автономный округ.
- Мушкетово (железнодорожная станция) — открыта в декабре 1893 года.
- Мушкетово (посёлок) — Пристанционный посёлок на бывших землях Войска Донского, недалеко от пос. Юзовки (ныне — в Будённовском районе г. Донецка).
- Улицы в городах: Ростов-на-Дону, Волгоград, Донецк, Ош (Кыргызстан) и в посёлке Песчанка.

Мушкетовит — псевдоморфоза минерала магнетита по кристаллам гематита.
Ископаемые организмы:
- Lissatrypa muschketovi Nikiforova, 1937 — класс замковых брахиопод, верхний силур Ферганы.
- Muschketowicrinus Schewtschenko in Stukalina, 1982 — класс криноидей, нижний силур Средней Азии.
- Pentagonocyclicus muschketowi Schewtschenko, 1964 — класс криноидей, нижний силур Средней Азии

## Труды
Основные публикации:
- Волынит / [Соч.] Н. [!И.] Мушкетова. — Санкт-Петербург : тип. Имп. Акад. наук, 1872. — 12 с.
- Успенский золотой рудник Новикова, в южном Урале / [Соч.] И. Мушкетова. — Санкт-Петербург : тип. Имп. Акад. наук, 1873. — 8 с.
- Краткий отчет о геологическом путешествии по Туркестану в 1875 году / [Соч.] И. Мушкетова. — Санкт-Петербург : тип. Имп. Акад. наук, 1876. — 124 с.
- Мушкетов, И. В. Материалы для изучения геогностического строения и рудных богатств Златоустовского горного округа в Южном Урале. — Санкт-Петербург : тип. Имп. Акад. наук, 1877. — VIII, 231 с.
- Мушкетов, И. В. О месторождениях золота и других полезных ископаемых в Туркестанском крае : Из отчета горн. инж. Мушкетова. — Ташкент : тип. Воен.-нар. упр., 1877. — 49 с.
- Путешествие на Алай и Памир в 1877 году.
- Курс геологии, читанный в Горном институте г. адъюнктом Ив. Вас. Мушкетовым. — Санкт-Петербург: Ф. Радлов и Н. Кокшаров, 1880. — [4], 773, [3] с.
- Мушкетов И. В. Туркестан. Геологическое и орографическое описание по данным, собранным в путешествиях с 1874 по 1881.
- Мушкетов, И. В. Геологический очерк Липецкого уезда Тамбовской губернии в связи с минеральными источниками г. Липецка. — (Труды Геол. ком-та ; т. 1, № 4).. — СПб.: Геол.ком., 1885. — 69 с.
- Геология: Лекции (стеногр.), чит. студентам IV курса Горн. ин-та проф. Ив. Вас. Мушкетовым в 1886/7 ак. г. — Санкт-Петербург: лит. Яздовского, [1887]. — 269 с.: черт.
- Предварительный отчет об исследовании землетрясения в г. Верном 28 мая 1887 года / [Соч.] И. Мушкетова. — [Санкт-Петербург]: тип. А. Якобсона, [1888]. — 14 с.
- Заметка о нефрите и жадеите с восточного Памира // Изв. Имп. рус. географ. о-ва. — Т. 25. — СПб., 1889. — С. 454—467[17].
- Мушкетов И. В. Собрание сочинений. 2 выпуска. — Спб., 1910—1912. Выпуск 1. 1872—1882.
- Мушкетов И. В. Физическая геология: Курс лекций, читанных студентам Горного института и Института инженеров путей сообщения. Ч. 1—2. Санкт-Петербург: тип. М. М. Стасюлевича, 1888—1891: Ч. 1. Общие свойства земли, вулканические, сейсмические и дислокационные явления (тектонические процессы). 1891. — XXXVIII, 711 с.; Ч. 2. Геологическая деятельность атмосферы и воды: (Денудационные процессы). — 1888. — VIII, 621 с. (Первое издание)
- Верненское землетрясение 28 мая (9 июня) 1887 г. / [Соч.] И. В. Мушкетова. — [Санкт-Петербург]: тип. М. Стасюлевича, 1890. — [4], 154 с., 43 ил., 4 л. карт. — (Труды Геологического комитета; Т. 10, № 1)
- Землетрясения, их характер и способы наблюдения: Объясн. записка к вопросному листу, рассылающемуся Сейсмич. комис. Имп. Геогр. общ. в потрясенные местности / [Соч.] И. В. Мушкетова, пред. в Отд. географии физической Имп. Рус. геогр. о-ва. — Санкт-Петербург: тип. Имп. Акад. наук, 1890. — [2], 47 с., 18 л. ил.
- Геологические исследования в Киргизской степи в 1894 г. / [Соч.] И. Мушкетова. — Санкт-Петербург: тип. М. Стасюлевича, 1896. — [8], 27 с., 1 л. карт. — (Труды Геологического комитета. Общая геологическая карта России; Лист 114-й; Т. 14, № 5)
- Заметка 2-я о некоторых землетрясениях в России 1894—95 гг., по сообщениям корреспондентов Главной физической обсерватории / И. Мушкетов. — [Санкт-Петербург]: тип. и лит. К. Биркенфельда, [1896]. — 139—146 с.
- Исследование состояния ледников в России в 1895 году: (Отчёт, представл. в Комиссию) / [Соч.] Проф. И. Мушкетова, пред. Рус. отд. Междунар. комис. для исслед. ледников. — [Санкт-Петербург]: тип. А. С. Суворина, [1896]. — 6 с.
- Материалы по Ахалкалакскому землетрясению 19 декабря 1899 г. / [Соч.] И. Мушкетова. — [Санкт-Петербург]: тип. М. Стасюлевича, 1903. — XII, 80, [1] с., 56 ил., 1 л. фронт. (портр.), 4 л. карт., табл. — (Труды Геологического комитета. Новая серия; Вып. 1)
- Краткий курс петрографии: Для студентов Ин-та инж. пут. сообщ. имп. Александра I / И. В. Мушкетов. — 2-е изд. — Санкт-Петербург: тип. Ю. Н. Эрлих, 1904. — IV, [2], 202 с., 112 ил.

### Комментарии
1. ↑  «В период подготовки строительства Среднеазиатской железной дороги проводил геологические изыскания местности»[4].
2. ↑  

Дореволюционный период исследований природы Памира связан с именами зоологов А. П Федченко и Н. А. Северцова, геологов И. В. Мушкетова и Д. Л. Иванова, ботаников О. А. Федченко, А. Э. Регеля, С. И. Коржинского, Н. И. Вавилова и др. Это были разрозненные экспедиции энтузиастов-одиночек, в советское же время они сменились планомерными исследованиями. Для изучения биологических ресурсов Памира и его освоения в 1934 году под руководством П. А. Баранова и И. А. Райковой были созданы первые научно-исследовательские станции.
— Х. Ю. Юсуфбеков. Памирский биологический институт // Природа. — Наука, 1982. — № 12. — С. 48. Архивировано 20 мая 2017 года.